# Thunder and Lightning (Dee D. Jackson-album)
A Thunder and Lightning Dee D. Jackson angol diszkóénekesnő második nagylemeze, amely 1980-ban jelent meg, elsőként az NSZK-ban. Kiadó: Jupiter Records / Ariola.

## A dalok

### „A” oldal
1. S. O. S. (Love to the Rescue) (Gary Unwin) 4.13
2. Which Way Is Up (G. Unwin / M. Björklund) 4.26
3. Living In A Dream (G. Unwin / P. Unwin) 4.57
4. Teach You How To Dance (G. Unwin / P. Unwin) 5.32

### „B” oldal
1. Thunder & Lightning (G. Unwin / P. Unwin) 4.22
2. Trail Blazer (Gary Unwin) 3.45
3. Sky Walking (G. Unwin / P. Unwin / D. Cozier) 4.24
4. I'm Dying (J. von Schenkendorff / C. Nay) 3.50
5. Stop All This Madness (G. Unwin / C. Childes) 4.22

## Közreműködők
- Producer: Gary Unwin
- Szintetizátor, billentyűs hangszerek: Kristian Schultze (I’m Dying, Trail Blazer: Todd Canedy)
- Dob: Martin Harrison, Todd Canedy (Sky Walking: Keith Forsey)
- Gitár: Mats Björklund, Billy Lang
- Basszusgitár: Gary Unwin
- Vokál: Claudia Schwarz, Renate Mauer, Dagmar Heilberg, Loarie Forsey, Guenther E. Thóner, Jerry Rix
- Keverés: Cedric Beatty (Sky Walking, Living In A Dream: Joachim Scheffer)

## Legnépszerűbb slágerek
- S. O. S. (Love to the Rescue)
- Thunder & Lightning

## Külső hivatkozások
- Dalszöveg: S. O. S. (Love to the rescue)
- Dalszöveg: Which Way Is Up
- Dalszöveg: Living In A Dream
- Dalszöveg: Thunder & Lightning
- Dalszöveg: Trail Blazer
- Dalszöveg: I’m Dying
- Dalszöveg: Stop All This Madness
- Videó: S. O. S. (Love to the rescue)